# Рудник Санрайз-Дам
Рудник Санрайз-Дам – гірничодобувний майданчик на заході Австралії.
Золоторудне родовище Санрайз-Дам виявили в 1991 році і вже у 1997-му його розробку почала компанія Acacia Resources Ltd, яку в 1999-му придбала компанія AngloGold Ashanti.
Роботи почали відкритим способом. Розробка головного кар’єру Клео була припинена в 2014 році, при цьому його глибина досягнула 500 метрів. В 2021 – 2023 роках відпрацювали кар’єрі Голден-Делішес (Golden Delicious), розташований за 8 кілометрів на північний схід від основного родовища.
З 2003-го узялись за підземну розробку, яка призвела до створення в кар’єрі Клео цілого ряду порталів до транспортних ухилів – «Daniel», «Cosmo», «GQ», «Watu», «WSZ».
На самому початку розробки руду відправляли для переробки на розташовану північніше копальню Гранні-Сміт. В подальшому Санрайз-Дам отримала власну фабрику з вилучення золота потужністю 2,5 млн тонн на рік, яка в 2001-му була модернізована до 3 млн тонн, а станом на 2009 рік досягнула рівня у 3,9 млн тонн.
Станом на 2016 рік з Санрайз-Дам отримали 267 тонн золота (рекордний рівень у понад 18 тонн досягнули в 2007 році). Також відомо, що за 2018 – 2022 роки сукупний видобуток склав ще 39 тонн золота. Станом на кінець 2022-го залишкові запаси оцінювались у 18,6 млн тонн руди та 36 тонн золота, крім того, ресурси категорій виміряні та показані оцінювали у 53,8 млн тонн руди та 369 тонн золота (без урахування ресурсів на горизонтах глибше за 1050 метрів).
З 2015-го енергетичні потреби проєкту покриваються з використанням природного газу, який подали по трубопроводу Yamarna Gas Pipeline.